# Betula michauxii
Betula michauxii — вид квіткових рослин з родини березових (Betulaceae). Росте у східних частинах Канади і в Сен-П'єр і Мікелоні.

## Біоморфологічна характеристика
Це випростаний кущ до 10 дм заввишки, хоча в дикій природі досягає 5 дм. Кора темно-коричнева, гладка; сочевиці бліді, непомітні, округлі. Гілочки помірно-густо запушені, не помітно смоляні, без великих бородавчастих смолистих залоз. Листова пластинка обернено-яйцеподібно-ниркоподібна, 5–10 × 5–12 мм, краї глибоко городчасто-зубчасті, верхівка широко заокруглена до майже зрізаної; абаксіальні (низ) зазвичай голі. Супліддя випростані, коротко-циліндричні, 5–10 × 5–8 мм, восени осипаються разом з плодами. Крилатки з крилами не помітними чи зменшеними до вузьких хребтів.

## Поширення й екологія
Росте у східних частинах Канади (Квебек, Нова Шотландія, о. Ньюфаундленд, Лабрадор, Нью-Брансвік) і в Сен-П'єр і Мікелон на висотах від 0 до 700 метрів. Зростає зазвичай на сфагнових болотах, болотах, окраїнах водойм і вологих торф'янистих луках.

## Загрози й охорона
Немає повідомлень про серйозні загрози для цього виду.